# 王熙敬
王熙敬（1563年—？），字應脩，號道損，浙江台州府臨海縣民籍，明朝人物。

## 生平
习《春秋》，縣學廪膳生。萬曆十九年（1591年）中式辛卯科浙江鄉試第十五名舉人。

## 家族
曾祖王鎬，常寧知縣；祖王洙，正德辛巳進士、廣東參議；父王科，太學生。母戴氏。永感下。兄熙升（庠生）。弟熙獻、熙益（俱庠生）、熙英。